# Juan Horacio Suárez
Juan Horacio Suárez (* 15. März 1938 in Villanueva) ist ein argentinischer Geistlicher und emeritierter Bischof von Gregorio de Laferrère. 

## Leben
Juan Horacio Suárez empfing am 2. Dezember 1967 die Priesterweihe für das Bistum San Justo. 
Papst Johannes Paul II. ernannte ihn am 25. November 2000 zum ersten Bischof von Gregorio de Laferrère und er wurde am 29. Dezember desselben Jahres in das Amt eingeführt. Der Apostolische Nuntius in Argentinien, Santos Abril y Castelló, weihte ihn am 23. Dezember desselben Jahres zum Bischof; Mitkonsekratoren waren Jorge Arturo Meinvielle SDB, Bischof von San Justo, José María Arancedo, Bischof von Mar del Plata, Guillermo Garlatti, Bischof von San Rafael, und Néstor Hugo Navarro, Weihbischof in Bahía Blanca. 
Papst Franziskus nahm am 19. Dezember 2013 sein altersbedingtes Rücktrittsgesuch an.